# Station Zeveneken
Het station Zeveneken was een spoorwegstation in het dorp Oudenbos in Lokeren op de grens met Zeveneken, deelgemeente van de gemeente Lochristi, aan lijn 59 tussen de stations Lokeren en Beervelde (tussen Zeveneken en Lokeren heeft enige tijd ook nog een halte genaamd Staakte gelegen).
Oorspronkelijk werd het geopend als een stopplaats, maar het groeide later uit tot een volwaardig station.
Richting Antwerpen was er een goederenkoer, bestaande uit 1 zijspoor met een weegbrug. Verder was er ook een aansluiting naar het textielbedrijf Fernand Hanus.
Het station bevond zich aan de huidige 'Nieuwe Stationsstraat' op ongeveer 2 kilometer van het centrum van Zeveneken.

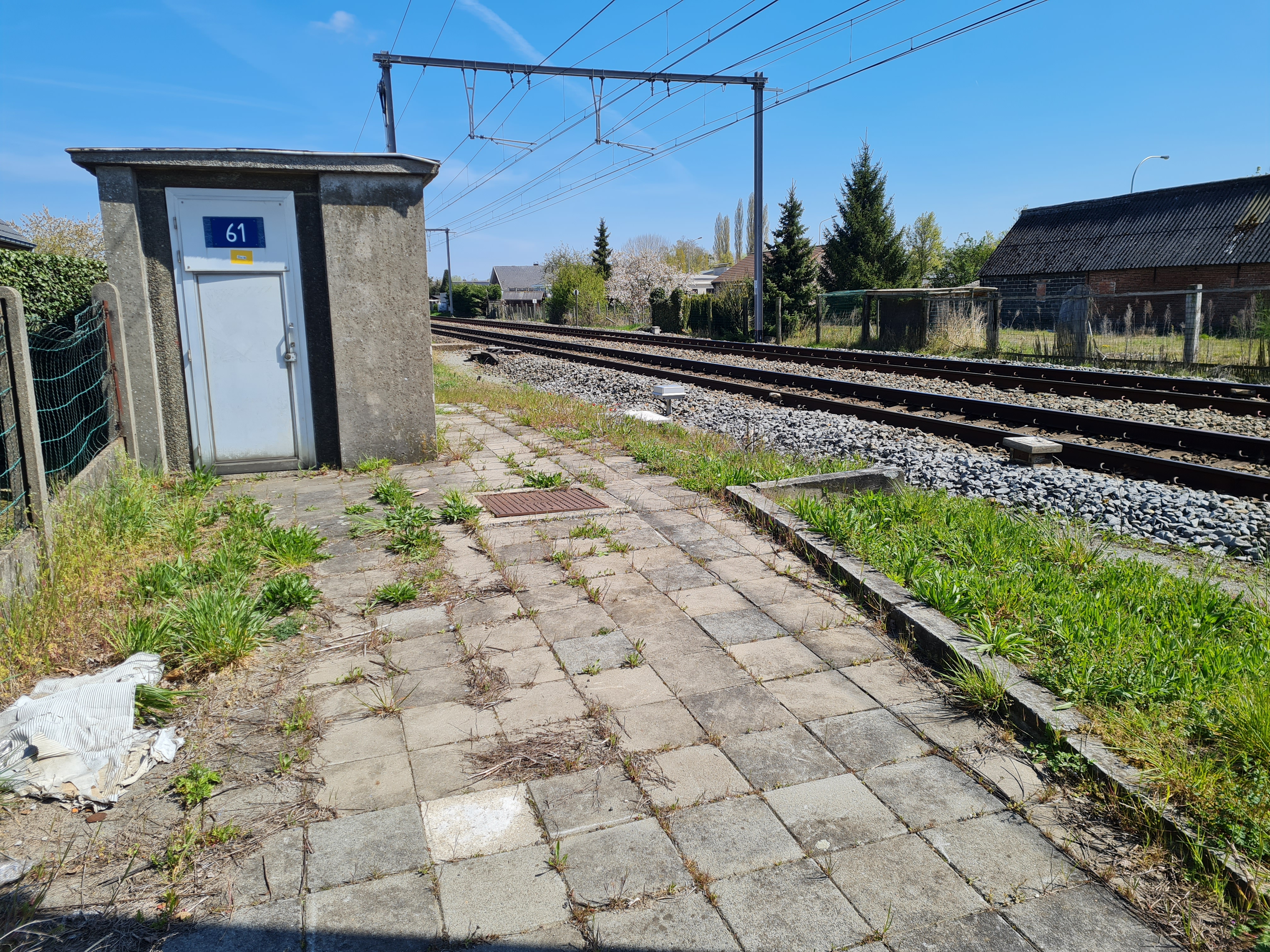
Overblijvend stuk perron van het station

Naar aanleiding van het IC/IR-plan, dat een algehele sluiting van niet rendabele stations vooropstelde, werden op 3 juni 1984 op spoorlijn 59 de stations Zeveneken, Haasdonk, Westakkers, Beervelde, Lochristi, Destelbergen, Westveld en Oostakker gesloten. In 1988 is een groot deel van het IC/IR-plan teruggedraaid, niettemin bleven de in 1984 gesloten stations langsheen spoorlijn 59 gesloten. Inmiddels is Beervelde opnieuw heropend.

## Aantal instappende reizigers
De grafiek en tabel geven het gemiddeld aantal instappende reizigers weer op een week-, zater- en zondag.
| Tabel: aantal instappende reizigers station Zeveneken | Tabel: aantal instappende reizigers station Zeveneken | Tabel: aantal instappende reizigers station Zeveneken | Tabel: aantal instappende reizigers station Zeveneken |
|                                                       | Weekdag                                               | Zaterdag                                              | Zondag                                                |
| ----------------------------------------------------- | ----------------------------------------------------- | ----------------------------------------------------- | ----------------------------------------------------- |
| 1977                                                  | 137                                                   | 29                                                    | 15                                                    |
| 1978                                                  | 122                                                   | 20                                                    | 10                                                    |
| 1979                                                  | 127                                                   | 24                                                    | 6                                                     |
| 1980                                                  | 121                                                   | 14                                                    | 12                                                    |
| 1981                                                  | 156                                                   | 22                                                    | 12                                                    |
| 1982                                                  | 82                                                    | 16                                                    | 10                                                    |
| 1983                                                  | 112                                                   | 12                                                    | 20                                                    |

## Trivia
Tot 1897 had spoorlijn 59 Gent – Antwerpen in plaats van normaalspoor nog een spoorbreedte van 1151 mm.
Bokselaar · Daknam · Dender & Waas · Eksaarde · Lokeren · Lokeren-Oost · Staakte · Zeveneken
0,0: Antwerpen-Berchem ·
4,0: Antwerpen-Zuid ·
7,0: Antwerpen-Linkeroever ·
9,1: Zwijndrecht ·
10,1: Zwijndrecht-Fort ·
12,1: Melsele ·
14,0: Beveren ·
15,1: Haasdonk ·
18,5: Westakkers ·
19,5: Nieuwkerken-Waas ·
22,7: Sint-Niklaas ·
25,3: Sint-Niklaas-West ·
26,2: Valk ·
27,1: Belsele ·
28,7: Sinaai ·
32,0: Heiken ·
35,7: Lokeren ·
38,4: Staakte ·
41,5: Zeveneken ·
43,6: Beervelde ·
46,8: Lochristi ·
49,5: Destelbergen ·
51,2: Westveld ·
53,0: Oostakker ·
?: Gent-Waas ·
55,8: Gent-Dampoort